# Teresa de Pelegrí
Teresa de Pelegrí (Barcelona, 1968) és una guionista i directora de cinema catalana. El 1990 va dirigir el seu primer curtmetratge De nou a deu i el 1994 el curtmetratge Roig, amb guió coescrit amb Dominic Harari i protagonitzat per Francesc Orella. Ella i Dominic Harari van signar alguns guions conjuntament amb Joaquim Oristrell, com Novios (1999), Sin vergüenza (2001) i Inconscients (2003). El 2001 fou nominada al Goya al millor guió original amb Dominic Harari i Joaquim Oristrell per Sin vergüenza i al Goya al millor guió adaptat amb Dominic Harari i Sigfrid Monleón per L'illa de l'holandès, alhora que guanyava la Biznaga de Plata del Festival de Màlaga per Sin vergüenza.
Juntament amb Dominic Harari van dirigir i fer el guió de Seres queridos, ambientada en el conflicte arabo-israelià amb el qual van guanyar el premi del jurat al Festival del Cinema de Comèdia de Montecarlo i al Festival del Cinema de Comèdia de l'Alpe d'Huez, i el premi del Festival de Cinema de Jerusalem. El 2005 va guanyar el Premi Barcelona de Cinema per Inconscients El 2008 va fer el guió de la minisèrie Serrallonga, amb la qual va ser nominat com a millor pel·lícula de televisió als Premis Gaudí 2009.
El 2014 va dirigir amb Harari The Food Guide to Love, amb la qual foren nominats per la Biznaga d'Or al Festival de Màlaga.

## Filmografia
Com a directora i guionista
- De nou a deu (1990)
- Roig (1994)
- El domini dels sentits (1997)
- Atrapa-la (telefilm, 2000)
- Seres queridos (2004)
- The Food Guide to Love (2014)

Com a guionista
- Novios (1999)
- Sin vergüenza (2001)
- L'illa de l'holandès (2001)
- Inconscients (2003)
- Serrallonga (2008)
- Total Siyapaa (2014)
- L'escollit (El elegido) (2016)